# NHK富士河口湖本栖中継局
NHK富士河口湖本栖中継局（エヌエイチケイふじかわぐちこもとすちゅうけいきょく）は、山梨県南都留郡富士河口湖町にあるテレビ中継局。

## 概要
- 富士五湖の本栖湖・精進湖・西湖の周辺一帯を放送エリアとしている。
- デジタル放送は、NHKのみ2009年に開局。

## 中継局

### デジタル放送
| リモコンキーID | 放送局名          | 物理チャンネル | 空中線電力 | ERP | 放送対象地域 | 放送区域内世帯数 |
| 1              | NHK甲府総合テレビ | 40ch           | 1W         | 12W | 山梨県       | 129世帯          |
| 2              | NHK甲府教育テレビ | 42ch           | 1W         | 12W | 全国         | 129世帯          |

放送エリア
- 南都留郡富士河口湖町の一部

### アナログ放送
| 放送局名          | チャンネル | 空中線電力        | ERP               | 放送対象地域 | 放送区域内世帯数 |
| NHK甲府総合テレビ | 47ch       | 映像1w /音声780mw | 映像12w /音声1.3w | 山梨県       | 約-世帯          |
| NHK甲府教育テレビ | 50ch       | 映像1w /音声780mw | 映像12w /音声1.3w | 全国         | 約-世帯          |

## 送信点
- 南都留郡富士河口湖町本栖（烏帽子岳）